# Hoop snake

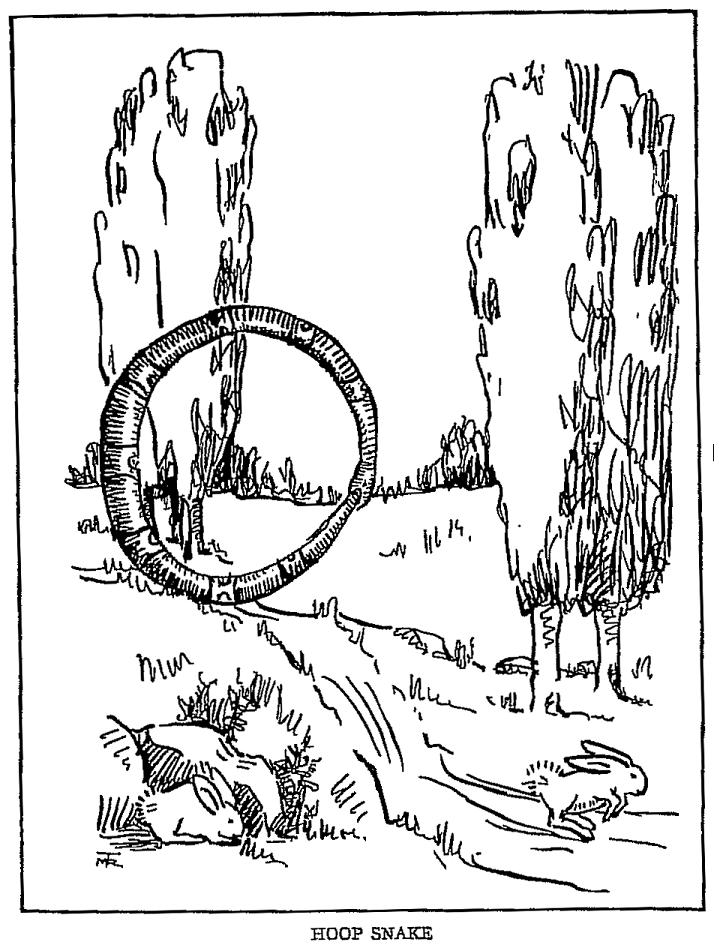

Die Hoop snake (hoop englisch für „Reifen“; snake für „Schlange“) ist eine legendäre Schlange, die in den Vereinigten Staaten, Kanada und Australien vorkommen soll.

## In der Folklore
In den Geschichten über den legendären Cowboy Pecos Bill wird auch die „Hoop snake“ beschrieben. Aber obwohl diese Beschreibung der „Hoop snake“ diejenige ist, mit der die Menschen am meisten vertraut sind, sind die Geschichten über die Kreatur wesentlich älter als diese Erzählung.
In der Folklore zeichnet sich die „Hoop snake“ dadurch aus, dass sie wie der Ouroboros der griechischen Mythologie ihren Schwanz im Maul packen und wie ein Rad ihrer Beute hinterherrollen kann. In einer Version des Mythos richtet sich die Schlange in letzter Sekunde auf und spießt ihr Opfer mit ihrem giftigen Schwanz auf. Die einzige Fluchtmöglichkeit bestehe darin, sich hinter einem Baum zu verstecken, der stattdessen den tödlichen Schlag abbekommt und prompt an dem Gift stirbt.
Eine australische Version des Mythos beschreibt eine kreisförmige Schlange von der Größe eines Lenkrads mit einer Reihe länglicher Stacheln, die in gleichmäßigen Abständen entlang der Innenseite des kreisförmigen Körpers angeordnet sind. Es wird angenommen, dass die Schlange die Fähigkeit besitzt, sich schnell zusammenzuziehen und den Umfang ihres Körpers zu verringern, um die Gliedmaßen eines Kängurus, Wallabys, Dingos oder Menschen zu umschlingen.
Die „Hoop snake“ wird in einem Brief eines John F. D. Smyth aus dem Jahr 1784 erwähnt.
„As other serpents crawl upon their bellies, so can this; but he has another method of moving peculiar to his own species, which he always adopts when he is in eager pursuit of his prey; he throws himself into a circle, running rapidly around, advancing like a hoop, with his tail arising and pointed forward in the circle, by which he is always in the ready position of striking.
It is observed that they only make use of this method in attacking; for when they flee from their enemy they go upon their bellies, like other serpents.
From the above circumstance, peculiar to themselves, they have also derived the appellation of hoop snakes.“

(„Wie andere Schlangen auf dem Bauch kriechen, so kann es auch diese; aber sie hat eine andere, ihrer Art eigentümliche Art, sich fortzubewegen, die sie immer anwendet, wenn sie auf der Jagd nach ihrer Beute ist; sie wirft sich in einen Kreis und läuft schnell herum, wobei sie sich wie ein Reifen fortbewegt, wobei sich ihr Schwanz erhebt und im Kreis nach vorne zeigt, wodurch sie immer in der Lage ist, zuzuschlagen.
Es wird beobachtet, dass sie diese Methode nur beim Angriff anwenden, denn wenn sie vor ihrem Feind fliehen, legen sie sich wie andere Schlangen auf den Bauch.
Von diesem Umstand, der ihnen eigen ist, haben sie auch die Bezeichnung Hoop snake erhalten.“)

## Sichtungen
Die Existenz der „Hoop snake“ wurde von der wissenschaftlichen Gemeinschaft nie anerkannt und der Naturforscher Raymond Ditmars hat bei einer New Yorker Bank 10.000 Dollar für den ersten Nachweis einer „Hoop snake“ hinterlegt.
Dennoch wurden mehrere angebliche Sichtungen der „Hoop snake“ entlang der Grenze zwischen Minnesota und Wisconsin im Tal des St. Croix River bei Hudson, in Wake County und Watauga County in North Carolina, auf Prince Edward Island und in Kamloops, British Columbia, gemeldet.
Einige haben behauptet, es handele sich um eine verzerrte Beschreibung der Seitenwinder-Klapperschlange (Crotalus cerastes) aus dem amerikanischen Südwesten oder von Schlammschlangen (Farancia abacura abacura oder Farancia abacura reinwardtii), die sich gelegentlich in einer lockeren Reifenform hinlegen. Möglicherweise handelt es sich bei der „Hoop snake“ um eine Ausschmückung tatsächlicher Fälle, in denen Schlangen ihre eigenen Schwanz verschluckten, weil sie ihn fälschlicherweise für Beute hielten.
Die Bindenriednatter (Pseudorabdion longiceps) aus Südostasien wurde dabei gefilmt, wie sie sich als Fluchtmechanismus im Ring drehte, was oberflächlich betrachtet dem für die „Hoop snake“ beschriebenen Verhalten ähnelt.